# Брегова, Дора Давыдовна
Дора Давыдовна Брегова (род. 1 сентября 1915, Киев) — русская писательница, прозаик, критик.
Окончила МИФЛИ им. Н. Г. Чернышевского (1939). Награждена медалями. Чл. Союза писателей СССР (1968) и Союза писателей Москвы

## Сочинения

### Проза
- Дорога исканий: Молодость Достоевского: Роман. М., 1962[2][3][4][5]
- Всегда вместе с тобой: Повесть. М., 1964
- Человек добр: Повести. М., 1966[6]
- Твоя собственная рапира. М., 1971[7][8]
- Сибирское лихолетье Фёдора Достоевского: Роман. М., 1974[9][10][11]
- Смолоду и всю жизнь: Роман. М., 1979
- Счёт до единицы: Фёдор Достоевский под гнетом страстей и раздумий: Роман. М., 1984[12][13][14][15]